# Doctor Strange: The Sorcerer Supreme
Pour les articles homonymes, voir Strange.
Série Marvel Animated Features
The Invincible Iron Man
(2007) Next Avengers: Heroes of Tomorrow
(2008)
Pour plus de détails, voir Fiche technique et Distribution.
Docteur Strange (Doctor Strange: The Sorcerer Supreme) est un film d'animation américain réalisé par Patrick Archibald, Jay Oliva et Dick Sebast sorti directement en vidéo en 2007 au États-Unis.
Il est adapté des comics Strange Tales et Docteur Strange publiés par Marvel Comics.

## Synopsis
Des ouvriers se font attaquer par un monstre dans les égouts de la ville ; Mordo et son équipe le poursuivent et l'arrêtent. Le Docteur Strange les surprend discrètement de sa voiture. Intrigué par ce qu'il a vu, il poursuit malgré tout son chemin vers l'hôpital.
Stephen Strange est un brillant neuro-chirurgien misanthrope ne s'intéressant qu'aux cas rares et lucratifs susceptibles d'être publiés dans une revue médicale. Après avoir repoussé les propositions de son interne pour s'occuper de certains patients, il reçoit la visite de son ami et directeur d'hôpital, Oliver, qui lui demande d'être plus indulgent et d'aller voir au service pédiatrique où pratique Gina Atwater, une ancienne amante du docteur Strange. Celui-ci descend, et lorsqu'il demande à Gina pourquoi elle a besoin de lui, celle-ci lui montre une fillette plongée dans le coma, dont les symptômes sont des cauchemars. Refusant d'abord de s'occuper de la jeune fille, prétextant que son cas relève plus de la psychiatrie, le Docteur Strange commence par changer d'avis lorsque Gina lui montre les scanners du cerveau de la jeune fille, distants d'une semaine, où l'on peut voir qu'elle a subi 9 embolies en l'espace d'une journée. Intrigué, le docteur Strange dit qu'il voit ça pour la première fois, mais il est encore plus abasourdi lorsque Gina lui montre que tout son service est occupé par des enfants présentant les mêmes symptômes. C'est alors que la petite fille se réveille en transe et touche le bras du docteur Strange, ce qui a pour effet de lui communiquer le cauchemar. Ce fait se confirme quand le docteur Strange demande quel est le contenu de son cauchemar et que les parents répondent qu'il s'agit d'une tête entourée de flammes. Perturbé par ce qu'il vient de voir, il refuse de soigner la jeune fille et quitte précipitamment l'hôpital. Durant son trajet, jusque chez lui, il est victime de visions d'horreur, d'abord la tête enflammée qui le poursuit, puis des fantômes d'enfants sur la route dont le visage se change en squelette, enfin plein de spectres d'enfants lui barrant la route dans un virage, ce qui lui fait perdre le contrôle de son véhicule et le plonge dans le coma.
Trois jours plus tard, il se réveille. Gina, qui est à son chevet, lui apprend la durée de son coma. Il voit que ses mains sont plâtrées et bandées. La colère l'envahit, et il insiste pour voir son dossier, que le docteur Atwater lui tend. C'est alors qu'il apprend que ses mains sont gravement atteintes et qu'il ne pourra plus s'en servir. Refusant le réconfort et le soutien de Gina Atwater, il lui dit de s'en aller de sa chambre. Lorsque celle-ci en sort, elle heurte un homme vêtu d'une curieuse façon, qui est l'une des personnes que Strange avait vues dans la rue.
Refusant de ne plus être en mesure d'opérer quiconque, il demande à Oliver le nom d'un spécialiste. Oliver, d'abord réticent au vu des prix élevés de pratique de ces médecins, finit sous l'insistance de Strange par lui donner le nom d'un chirurgien en Allemagne, mais ce dernier ne peut rien faire et le diagnostic tombe : inopérable. Refusant cet état de fait, Stephen Strange redemande à Oliver d'autres spécialistes, et des semaines voire des mois s'écoulent avec chaque fois le même échec et le même diagnostic : inopérable. Strange finit par être endetté et ruiné du fait de ses nombreux voyages et tentatives, ses chèques refusés, ses mains qui ne peuvent plus exercer d'opérations chirurgicales. Défait, il sombre dans le désespoir et tente de se suicider. il est sauvé alors in extremis par le mystérieux homme qui se présente sous le nom de Wong, que Gina a vu à l'hôpital, et celui-ci lui dit qu'un homme peut le guérir, il se trouve au Tibet, dans les chaînes de montagnes himalayennes. Le docteur Strange demande de l'aide à Gina pour qu'il puisse y aller, ce qu'elle fait.
Quelques mois plus tard, il arrive au sommet d'une montagne où d'un seul coup déchirant le brouillard, il voit un grand monastère, une citadelle. Privé du luxe auquel il était habitué et de tout confort, il devra accomplir diverses tâches qui sont autant d'épreuves physiques que morales (il devra pour cela se servir de ses mains). C'est là, qu'il rencontrera son maître : l'Ancien ou Grand vénérable, qui dans son initiation le mettra face à lui-même et à sa plus grande peur, afin que Strange "accepte l'inacceptable" et qu'ainsi il puisse lui transmettre les secrets des arts mystiques. Son ami Wong, qui s'avère être le fils tant spirituel que biologique de l'Ancien (qui l'appellera "son fils", dans cette version) sera son entraineur en arts martiaux. Il rencontra aussi son pire ennemi : le baron Mordo, qui dévoré par l'ambition de devenir Sorcier Suprême finira par se dresser contre le docteur Strange, tuera le Grand vénérable, et pactisera avec l'entité magique et maléfique Dormammu, roi de la dimension noire, avide de se nourrir des dimensions voisines et de ses habitants. C'est au début de cet ultime combat entre lui et Dormammu, que sa destinée sera dévoilée : il sera le Sorcier Suprême.

## Fiche technique
Sauf indication contraire, les informations mentionnées dans cette section peuvent être confirmées par les bases de données cinématographiques IMDb et Allociné,  présentes dans la section « Liens externes ».
- Titre original : Doctor Strange: The Sorcerer Supreme
- Titre français : Docteur Strange
- Réalisation : Patrick Archibald, Jay Oliva et Dick Sebast
- Scénario : Greg Johnson, d'après une histoire de Greg Johnson et Craig Kyle, d'après les personnages créés par Steve Ditko
- Musique : Guy Michelmore
- Son : Mike Draghi, Stephen P. Robinson, Tim Walston
- Montage : Aeolan Kelly et George Rizkallah
- Production : Frank Paur
  - Production déléguée : Avi Arad, Craig Kyle et Eric S. Rollman
  - Production associée : Ron Hohauser
  - Coproduction déléguée : Stan Lee
- Animation : Tohru Arai, Miho Fujita, Masatoshi Fukuyama, Takahiro Ikezoe, Hiromi Ishigami, Kenji Kajiwara, Hiroshi Kawamata
- Sociétés de production[1] : Marvel Enterprises, Lionsgate et MLG Productions 4
- Sociétés de distribution : Lions Gate Films Home Entertainment (États-Unis)
- Budget : n/a
- Pays de production :  États-Unis
- Langue originale : anglais
- Format[2] : couleur - 1,78:1 (Widescreen) - son Dolby Digital
- Genres : animation, action, aventures, fantastique, super-héros
- Durée : 76 minutes
- Dates de sortie[3] :
  - États-Unis : 14 août 2007 (sortie directement en vidéo)
  - France : 1er juillet 2009 (sortie directement en vidéo)[4]
- Classification[5] :
  - États-Unis : accord parental recommandé, film déconseillé aux moins de 13 ans (PG-13 - Parents Strongly Cautioned)[Note 1]
  - France : tous publics

## Distribution

### Voix originales
- Bryce Johnson  : Dr. Stephen Strange
- Paul Nakauchi : Wong
- Kevin Michael Richardson  : Baron Mordo
- Michael Yama : l'Ancien
- Susan Spano (VF Déborah Perret) : Dr. Gina Atwater
- Jonathan Adams : Dormammu
- Fred Tatasciore : Oliver
- Tara Strong : April Strange
- Josh Keaton, Phil LaMarr, Tara Strong, Fred Tatasciore et Masasa Moyo : voix additionnelles

### Voix françaises
- Jérôme Pauwels : Dr. Stephen Strange
- Philippe Peythieu  : Wong
- Michel Vigné : Baron Mordo
- Denis Boileau : l'Ancien
- Déborah Perret : Dr. Gina Atwater

## Distinctions
Le film Doctor Strange: The Sorcerer Supremea remporté une récompense et obtenu une autre nomination, :
- Golden Trailer Awards 2008 : meilleure bande-annonce d’animé
- Annie Awards 2008 : nomination comme meilleure production de divertissement à domicile

## Marvel Animated Features
Ce film s'inscrit dans la série Marvel Animated Features, composée de 8 huit vidéofilms produits par Lionsgate, Marvel Animation et MLG Productions 8,.
- 2006 : Ultimate Avengers (Ultimate Avengers: The Movie)
- 2006 : Ultimate Avengers 2 (Ultimate Avengers 2: Rise of the Panther)
- 2007 : The Invincible Iron Man
- 2007 : Docteur Strange (Doctor Strange: The Sorcerer Supreme)
- 2008 : Next Avengers: Heroes of Tomorrow
- 2009 : Hulk Vs
- 2010 : Planète Hulk (Planet Hulk)
- 2011 : Thor : Légendes d'Asgard (Thor: Tales of Asgard)

## Autour du film
- Wong dit à la fin qu'une sorcière nommée Cléa a un grand potentiel.
- IGN commente ainsi le film : si le scénario ralentit un peu au milieu, cela reste une magnifique animation avec de superbes décors et de l'action[10].
- Au début, lorsque le docteur Strange allume la radio de sa voiture, il est fait allusion au réchauffement climatique (actualité oblige) qui causerait les nombreuses tornades.
- De nombreux clins d'œil aux fans sont faits dans la série, ainsi Wong voit son rôle inversé par rapport à la bande dessinée originale, le Sanctus Santorum ou Nexus est la maison de l'Ancien et de ses disciples avant d'être celle du Dr Strange, Mordo fidèle à lui-même trahit l'Ancien...